# Gaja-et-Villedieu
Gaja-et-Villedieu [gaʒa e vildjø]  est une commune française, située dans l'Ouest du département de l'Aude en région Occitanie.
Sur le plan historique et culturel, la commune fait partie du Razès, un pays historiquement très étendu, qui ne se résume aujourd'hui qu'aux collines de la Malepère et au bas Razès au centre et au sud, limité par le pays de Sault. Exposée à un climat méditerranéen, elle est drainée par le Blau, l'Albane, le Réal, le ruisseau de Verdeau.
Gaja-et-Villedieu est une commune rurale qui compte 309 habitants en 2022, après avoir connu une forte hausse de la population depuis 1975. Elle fait partie de l'aire d'attraction de Limoux. Ses habitants sont appelés les Gajanois ou  Gajanoises.
Le patrimoine architectural de la commune comprend un immeuble protégé au titre des monuments historiques : le château de Villemartin, inscrit en 1983 puis classé en 2015.

## Géographie
Commune située dans l'aire urbaine de Limoux sur l'ancienne route nationale 623 entre Limoux et Castelnaudary sur le Gué.

### Communes limitrophes
Les communes limitrophes sont  Lauraguel, Limoux, Malras, Pauligne et Saint-Martin-de-Villereglan.
|          | Lauraguel         |                             |
| Pauligne | Gaja-et-Villedieu | Saint-Martin-de-Villereglan |
|          | Malras            | Limoux                      |

### Hydrographie
La commune est dans la région hydrographique « Côtiers méditerranéens », au sein du bassin hydrographique Rhône-Méditerranée-Corse. Elle est drainée par le Blau, l'Albane, le Réal et le ruisseau de Verdeau, qui constituent un réseau hydrographique de 7 km de longueur totale,.
Le Blau, d'une longueur totale de 16,1 km, prend sa source dans la commune de Pomy et s'écoule vers l'est puis se réoriente vers le nord-est. Il traverse la commune et se jette dans la Sou à Saint-Martin-de-Villereglan, après avoir traversé 7 communes.

### Climat
Pour des articles plus généraux, voir Climat de l'Occitanie et Climat de l'Aude.
En 2010, le climat de la commune est de type climat méditerranéen altéré, selon une étude s'appuyant sur une série de données couvrant la période 1971-2000. En 2020, Météo-France publie une typologie des climats de la France métropolitaine dans laquelle la commune est dans une zone de transition entre le climat océanique altéré et le climat de montagne ou de marges de montagne et est dans la région climatique Pyrénées orientales, caractérisée par une faible pluviométrie, un très bon ensoleillement (2 600 h/an), un air sec, particulièrement en hiver et peu de brouillards.
Pour la période 1971-2000, la température annuelle moyenne est de 13,3 °C, avec  une amplitude thermique annuelle de 15,7 °C. Le cumul annuel moyen de précipitations est de 797 mm, avec 9,7 jours de précipitations en janvier et 4,9 jours en juillet. Pour la période 1991-2020 la température moyenne annuelle observée sur la station météorologique la plus proche, située sur la commune de Limoux à 4 km à vol d'oiseau, est de 13,6 °C et le cumul annuel moyen de précipitations est de 666,0 mm,. Pour l'avenir, les paramètres climatiques de la commune estimés pour 2050 selon différents scénarios d’émission de gaz à effet de serre sont consultables sur un site dédié publié par Météo-France en novembre 2022.

### Milieux naturels et biodiversité
Aucun espace naturel présentant un intérêt patrimonial n'est recensé sur la commune dans l'inventaire national du patrimoine naturel,,.

## Urbanisme

### Typologie
Au 1er janvier 2024, Gaja-et-Villedieu est catégorisée commune rurale à habitat dispersé, selon la nouvelle grille communale de densité à 7 niveaux définie par l'Insee en 2022.
Elle est située hors unité urbaine. Par ailleurs la commune fait partie de l'aire d'attraction de Limoux, dont elle est une commune de la couronne,. Cette aire, qui regroupe 39 communes, est catégorisée dans les aires de moins de 50 000 habitants,.

### Occupation des sols
L'occupation des sols de la commune, telle qu'elle ressort de la base de données européenne d’occupation biophysique des sols Corine Land Cover (CLC), est marquée par l'importance des territoires agricoles (84,9 % en 2018), une proportion sensiblement équivalente à celle de 1990 (85,4 %). La répartition détaillée en 2018 est la suivante : cultures permanentes (65,5 %), forêts (14,6 %), terres arables (13,4 %), zones agricoles hétérogènes (6 %), zones urbanisées (0,4 %). L'évolution de l’occupation des sols de la commune et de ses infrastructures peut être observée sur les différentes représentations cartographiques du territoire : la carte de Cassini (XVIIIe siècle), la carte d'état-major (1820-1866) et les cartes ou photos aériennes de l'IGN pour la période actuelle (1950 à aujourd'hui).

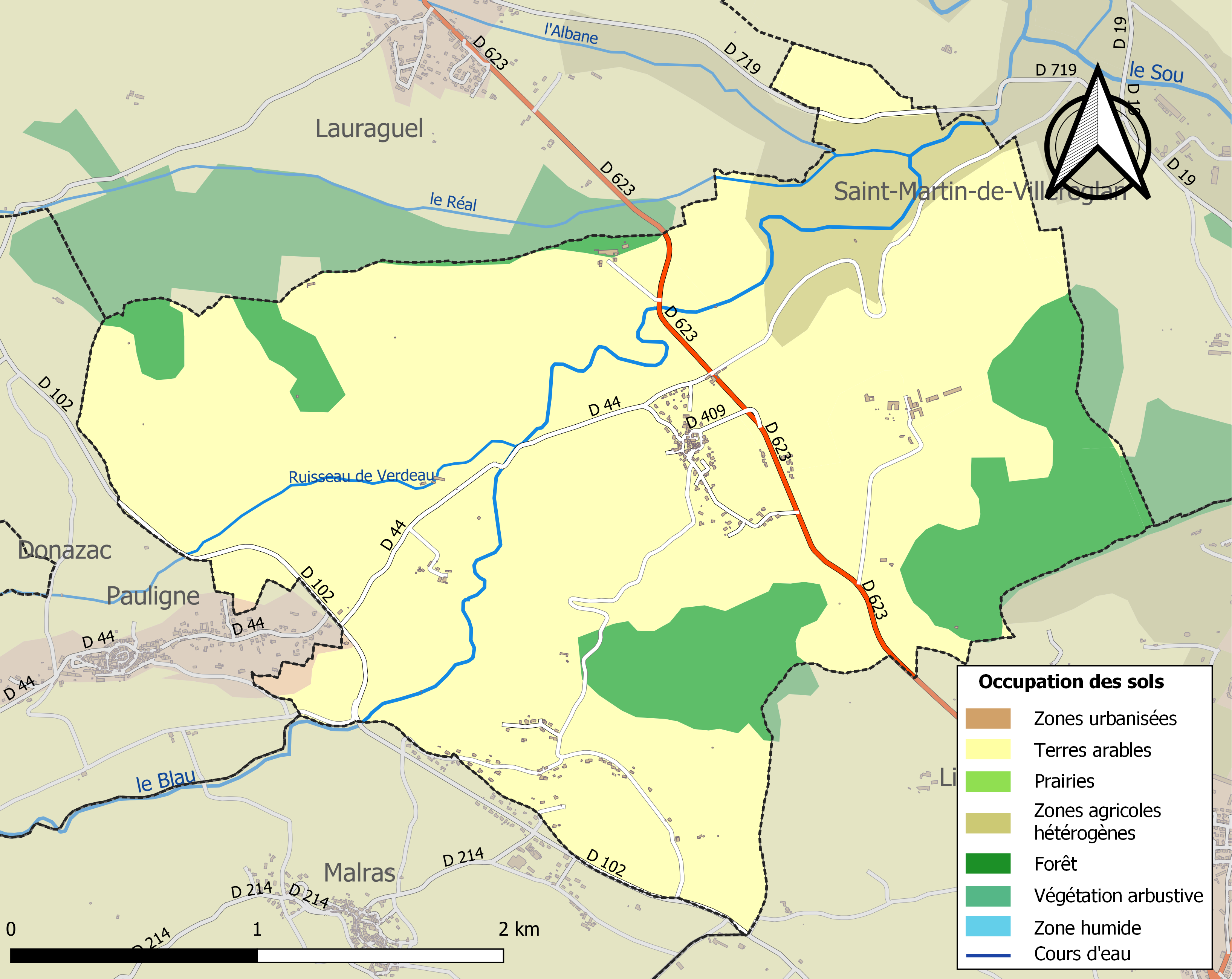
Carte des infrastructures et de l'occupation des sols de la commune en 2018 (CLC).

### Risques majeurs
Le territoire de la commune de Gaja-et-Villedieu est vulnérable à différents aléas naturels : météorologiques (tempête, orage, neige, grand froid, canicule ou sécheresse) et séisme (sismicité faible). Un site publié par le BRGM permet d'évaluer simplement et rapidement les risques d'un bien localisé soit par son adresse soit par le numéro de sa parcelle.

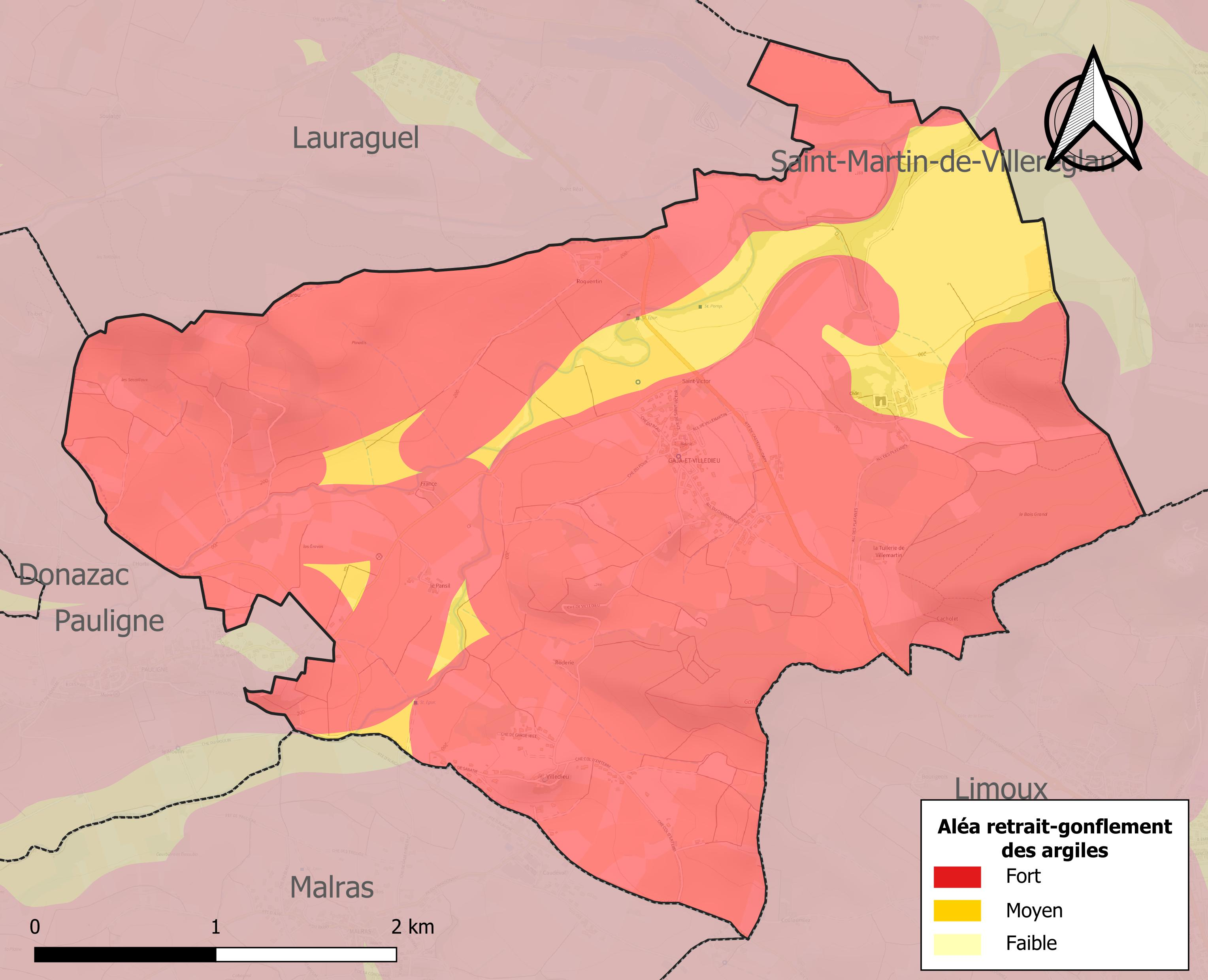
Carte des zones d'aléa retrait-gonflement des sols argileux de Gaja-et-Villedieu.

Le retrait-gonflement des sols argileux est susceptible d'engendrer des dommages importants aux bâtiments en cas d’alternance de périodes de sécheresse et de pluie. La totalité de la commune est en aléa moyen ou fort (75,2 % au niveau départemental et 48,5 % au niveau national). Sur les 163 bâtiments dénombrés sur la commune en 2019, 163 sont en aléa moyen ou fort, soit 100 %, à comparer aux 94 % au niveau départemental et 54 % au niveau national. Une cartographie de l'exposition du territoire national au retrait gonflement des sols argileux est disponible sur le site du BRGM,.

## Politique et administration

### Découpage territorial
La commune de Gaja-et-Villedieu est membre de la communauté de communes du Limouxin, un établissement public de coopération intercommunale (EPCI) à fiscalité propre créé le 2 décembre 2016 dont le siège est à Limoux. Ce dernier est par ailleurs membre d'autres groupements intercommunaux.
Sur le plan administratif, elle est rattachée à l'arrondissement de Limoux, au département de l'Aude, en tant que circonscription administrative de l'État, et à la région Occitanie.
Sur le plan électoral, elle dépend du canton de la Région-Limouxine pour l'élection des conseillers départementaux, depuis le redécoupage cantonal de 2014 entré en vigueur en 2015, et de la troisième circonscription de l'Aude  pour les élections législatives, depuis le redécoupage électoral de 1986.

### Liste des maires
| Période                                  | Période   | Identité           | Étiquette | Qualité |
| ---------------------------------------- | --------- | ------------------ | --------- | ------- |
| mars 2001                                | 2008      | Jean Fages         |           |         |
| mars 2008                                | mars 2014 | Geneviève Pointier |           |         |
| mars 2014                                | mars 2020 | Michel Tine        |           |         |
| mars 2020                                | en cours  | Hélène Mas         |           |         |
| Les données manquantes sont à compléter. |           |                    |           |         |

## Démographie
| 1793 | 1800 | 1806 | 1821 | 1831 | 1836 | 1841 | 1846 | 1851 |
| ---- | ---- | ---- | ---- | ---- | ---- | ---- | ---- | ---- |
| 157  | 179  | 241  | 204  | 267  | 280  | 38   | 267  | 219  |

| 1856 | 1861 | 1866 | 1872 | 1876 | 1881 | 1886 | 1891 | 1896 |
| ---- | ---- | ---- | ---- | ---- | ---- | ---- | ---- | ---- |
| 220  | 222  | 218  | 242  | 192  | 208  | 230  | 211  | 238  |

| 1901 | 1906 | 1911 | 1921 | 1926 | 1931 | 1936 | 1946 | 1954 |
| ---- | ---- | ---- | ---- | ---- | ---- | ---- | ---- | ---- |
| 220  | 233  | 227  | 234  | 196  | 231  | 237  | 192  | 216  |

| 1962 | 1968 | 1975 | 1982 | 1990 | 1999 | 2006 | 2011 | 2016 |
| ---- | ---- | ---- | ---- | ---- | ---- | ---- | ---- | ---- |
| 218  | 216  | 199  | 220  | 231  | 266  | 303  | 292  | 292  |

| 2021 | 2022 | - | - | - | - | - | - | - |
| ---- | ---- | - | - | - | - | - | - | - |
| 303  | 309  | - | - | - | - | - | - | - |

## Économie

### Revenus
En 2018  (données INSEE publiées en septembre 2021), la commune compte 133 ménages fiscaux, regroupant 309 personnes. La médiane du revenu disponible par unité de consommation est de 20 270 € (19 240 € dans le département).

### Emploi
| Division       | 2008   | 2013   | 2018   |
| -------------- | ------ | ------ | ------ |
| Commune        | 3,3 %  | 8,4 %  | 7,8 %  |
| Département    | 10,2 % | 12,8 % | 12,6 % |
| France entière | 8,3 %  | 10 %   | 10 %   |

En 2018, la population âgée de 15 à 64 ans s'élève à 190 personnes, parmi lesquelles on compte 80,3 % d'actifs (72,5 % ayant un emploi et 7,8 % de chômeurs) et 19,7 % d'inactifs,. Depuis 2008, le taux de chômage communal (au sens du recensement) des 15-64 ans est inférieur à celui de la France et du département.
La commune fait partie de la couronne de l'aire d'attraction de Limoux, du fait qu'au moins 15 % des actifs travaillent dans le pôle,. Elle compte 50 emplois en 2018, contre 40 en 2013 et 55 en 2008. Le nombre d'actifs ayant un emploi résidant dans la commune est de 138, soit un indicateur de concentration d'emploi de 35,9 % et un taux d'activité parmi les 15 ans ou plus de 61,9 %.
Sur ces 138 actifs de 15 ans ou plus ayant un emploi, 30 travaillent dans la commune, soit 21 % des habitants. Pour se rendre au travail, 92,2 % des habitants utilisent un véhicule personnel ou de fonction à quatre roues, 5 % s'y rendent en deux-roues, à vélo ou à pied et 2,8 % n'ont pas besoin de transport (travail au domicile).

### Activités hors agriculture
Six établissements sont implantés  à Gaja-et-Villedieu au 31 décembre 2019. Le secteur de la construction est prépondérant sur la commune puisqu'il représente 66,7 % du nombre total d'établissements de la commune (4 sur les 6 entreprises implantées  à Gaja-et-Villedieu), contre 14 % au niveau départemental.

### Agriculture
La commune fait partie de la petite région agricole dénommée « Région viticole ». En 2010, l'orientation technico-économique de l'agriculture  sur la commune est la viticulture (appellation et autre).
|                                   | 1988 | 2000 | 2010 |
| --------------------------------- | ---- | ---- | ---- |
| Exploitations                     | 16   | 12   | 14   |
| Superficie agricole utilisée (ha) | 474  | 459  | 423  |

Le nombre d'exploitations agricoles en activité et ayant leur siège dans la commune est passé de 16 lors du recensement agricole de 1988 à 12 en 2000 puis à 14 en 2010, soit une baisse de 12 % en 22 ans. Le même mouvement est observé à l'échelle du département qui a perdu pendant cette période 52 % de ses exploitations. La surface agricole utilisée sur la commune a également diminué, passant de 474 ha en 1988 à 423 ha en 2010. Parallèlement la surface agricole utilisée moyenne reste stable à 30 ha.

## Culture locale et patrimoine

### Lieux et monuments
- Château de Villemartin ;
- Église de l'Assomption de Gaja-et-Villedieu. Église romane datant du XIe siècle dont la restauration s'est terminée en 2013.

### Héraldique
| Blason de Gaja-et-Villedieu | Blason  | Gaja : d'or à deux pals de gueules et un chef du même. - Villedieu : d'argent à deux pointes de sinople posées en chevron. |
| Blason de Gaja-et-Villedieu | Détails | Le statut officiel du blason reste à déterminer.                                                                           |

## Vie pratique

### Enseignement
Le village a une école maternelle, avec une cantine et une garderie.

### Culture
Un foyer est mis à disposition pour les habitants (chèque de caution).